# 武田朗子
武田 朗子（たけだ あきこ、1973年7月 - ）は、日本の応用数学者。専門は数理最適化。東京大学大学院情報理工学系研究科教授、理化学研究所革新知能統合研究センター連続最適化チームチームリーダー。

## 人物・経歴
東京都生まれ。アパレル会社の経営者の家に生まれる。妹や従姉妹は元宝塚歌劇団員。小学校時代は落ちこぼれで、親が学校に呼び出されるほど勉強が不得意であった。得意科目は体育と音楽。負けず嫌いな性格から中学、高校ではまんべんなく勉強を行うようになり、また、論理的思考が好きだったため、大学入学後数学が好きになった。
1996年慶應義塾大学理工学部管理工学科卒業。1998年同理工学研究科管理工学専攻修士課程修了。2001年東京工業大学（のちの東京科学大学）大学院情報理工学研究科数理・計算科学専攻博士課程修了（博士（理学））。数理経済学専攻から転向し、博士課程では最適化問題を専攻した。
2001年東芝研究開発センター研究員。「研究者として大学に戻れるラストチャンス」だとアドバイスされ、2003年に東京工業大学数理・計算科学専攻の任期付きの助手に着任し、同じくオペレーションズ・リサーチ研究者で金融工学の専門家と結婚もした。2007年同助教。
2008年公募で慶応義塾大学理工学部管理工学科専任講師に着任。2011年同准教授。2013年東京大学大学院情報理工学系研究科数理情報学専攻准教授。
2016年統計数理研究所数理・推論研究系教授、総合研究大学院大学複合科学研究科統計科学専攻教授、理化学研究所革新知能統合研究センター連続最適化チームチームリーダー。
2017年日本オペレーションズ・リサーチ学会国際理事。2018年東京大学大学院情報理工学系研究科創造情報学専攻教授。2022年同数理情報学専攻教授。専門は数理最適化。

## 受賞
- 2016年 日本オペレーションズ・リサーチ学会研究賞[4]
- 2018年 日本オペレーションズ・リサーチ学会フェロー[4]